# Villeroy (Yonne)
 Villeroy  es una comuna y población de Francia, en la región de Borgoña, departamento de Yonne, en el distrito de Sens y cantón de Chéroy.
Su población en el censo de 1999 era de 254 habitantes.
Está integrada en la Communauté de communes Gâtinais Bourgogne .

## Demografía
| 120 | 111 | 131 | 227 | 242 | 254 |
| Para los censos de 1962 a 1999 la población legal corresponde a la población sin duplicidades (Fuente: INSEE [Consultar]) |     |     |     |     |     |